# Saint-Salvadour
 Saint-Salvadour  là một xã thuộc tỉnh Corrèze trong vùng Nouvelle-Aquitaine miền trung Pháp.